# 施亚钧
施亚钧（1919年—1999年），男，江苏崇明（今属上海）人，中国化学工程专家，曾任华东化工学院教授、博士生导师。